# Liste der Monuments historiques in Argenteuil
Die Liste der Monuments historiques in Argenteuil führt die Monuments historiques in der französischen Stadt Argenteuil auf.

## Liste der Bauwerke
| Bezeichnung                  | Beschreibung | Standort                  | Kennzeichnung | Schutzstatus | Datum | Bild           |
| ---------------------------- | ------------ | ------------------------- | ------------- | ------------ | ----- | -------------- |
| Kirche Notre-Dame            |              | 17, rue Notre-Dame (Lage) | PA95000001    | Inscrit      | 1996  | weitere Bilder |
| Allée couverte des Déserts   |              | (Lage)                    | PA00079977    | Classé       | 1943  | weitere Bilder |
| Kapelle St-Jean-Baptiste     |              | (Lage)                    | PA00079978    | Classé       | 1945  |                |
| Portal des Château du Marais |              | (Lage)                    | PA00079979    | Inscrit      | 1931  |                |

## Liste der Objekte

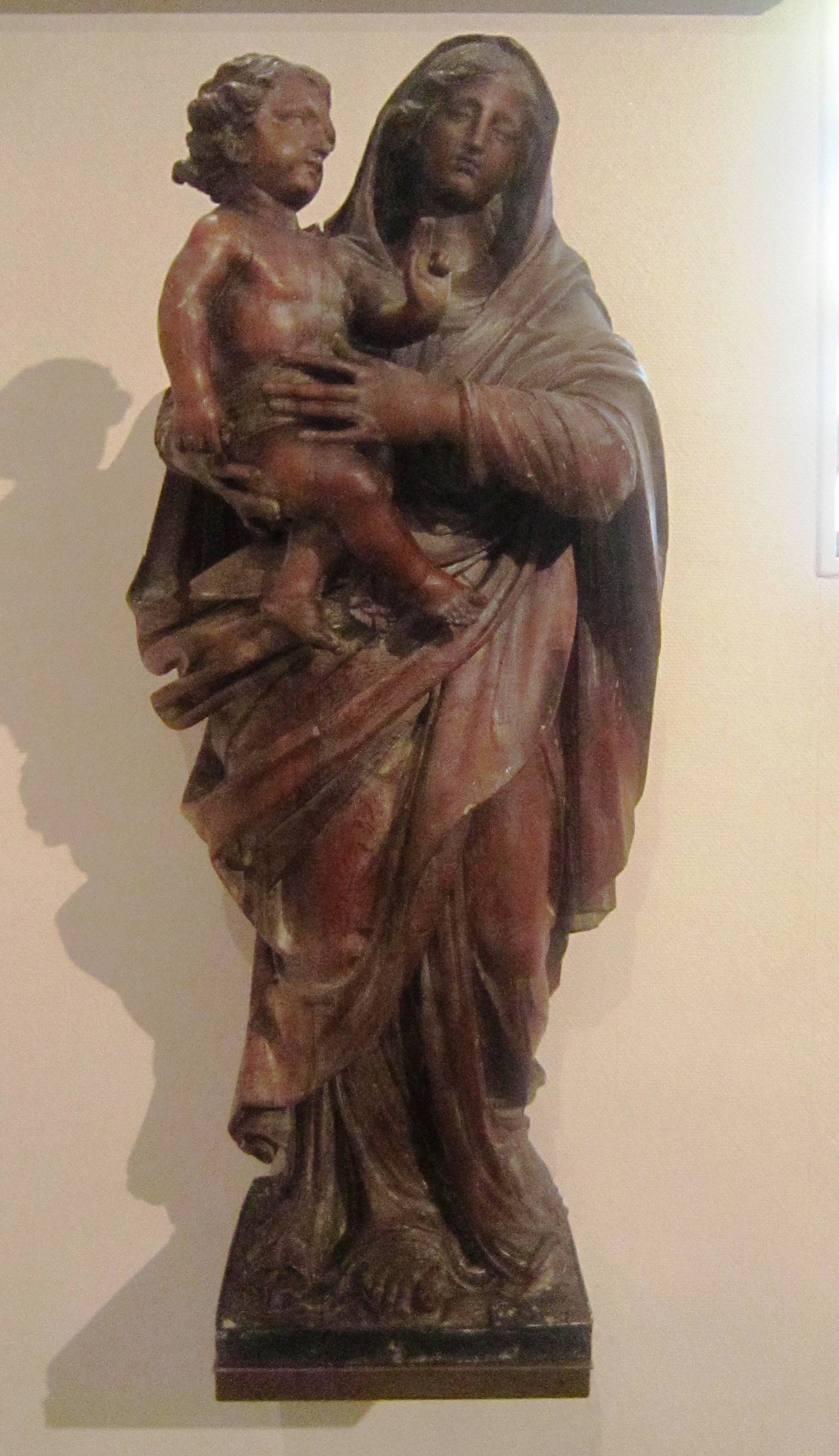
Skulptur Madonna mit Kind (um 1700) in der Kirche Notre-Dame

- Monuments historiques (Objekte) in Argenteuil in der Base Palissy des französischen Kultusministeriums